# 1984 год в телевидении
Список 1984 год в телевидении описывает события в мире телевидения, произошедшие в 1984 году.

## События

### Январь
- 1 января — запущен телеканал Sat.1.
- 2 января — запущен телеканал RTL Television.

### Апрель
- 11 апреля — на Ленинградском телевидении впервые вышла программа «Музыкальный ринг».

### Июнь
- 2 июня — запущен телеканал TV5 Monde.

### Август
- 31 августа — запущен телеканал MuchMusic.

### Октябрь
- 1 октября — запущен телеканал AMC.
- 28 октября — в эфир вышел последний выпуск телепередачи Мелодии и ритмы зарубежной эстрады.

### Ноябрь
- 4 ноября — запущен телеканал Canal 4 (Canal+).

### Декабрь
- 1 декабря — запущен телеканал 3sat.

### Без точных дат
- Вышел первый выпуск музыкальной телепередачи Музыкальный ринг.

## Родились
- 12 января — Наталья Морарь — молдавская журналистка и телеведущая.
- 5 февраля — Мария Рыбакова — российская журналистка и телеведущая.
- 19 апреля — Евгений Савин — российский спортивный комментатор. телеведущий и футболист-нападающий.
- 21 сентября — Анна Кастерова — российская журналистка и телеведущая.
- 11 декабря — Ольга Скабеева — российская журналистка и телеведущая.